# Peitschenleuchte

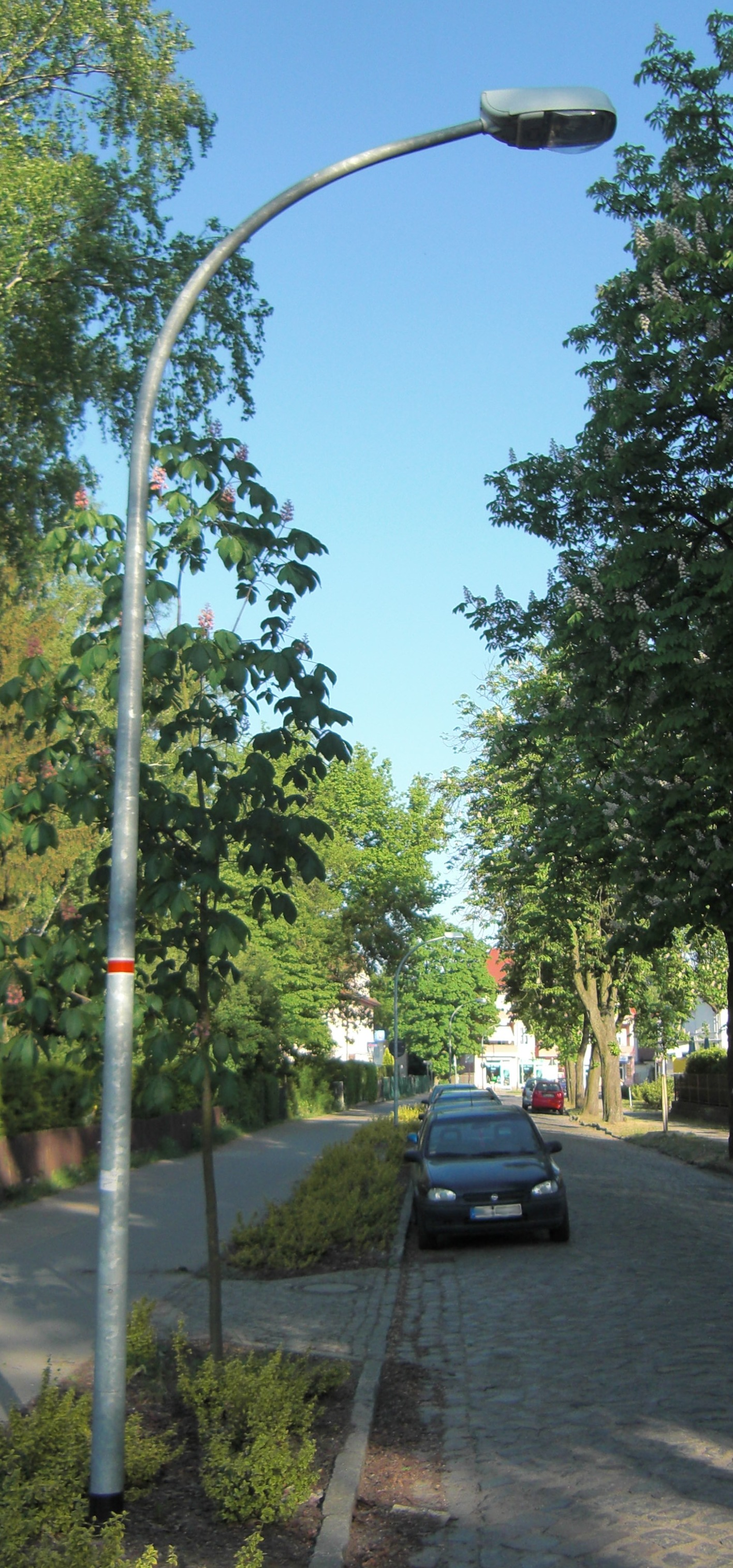
Beispiel einer Peitschenleuchte, man erkennt Verkehrszeichen 394 für die Halbnachtschaltung.

Die Peitschenleuchte bezeichnet die Bauform eines Lichtmastes in der Straßenbeleuchtung. 
Am oberen Ende des Mastes dient ein namensgebender, peitschenförmiger Ausleger zur Positionierung des Leuchtmittels. Damit kann der zu beleuchtende Bereich besser abgedeckt werden, während sich der Mast außerhalb dieses Bereiches befindet und somit nicht störend wirkt. Aus diesem Grund ist die moderne Straßenbeleuchtung zum großen Teil in dieser Bauart ausgeführt. Jedoch sind mit diesem Typ auch höhere Kosten verbunden. In Fußgängerzonen und Innenstädten findet daher auch die nach Entwürfen von Karl Friedrich Schinkel gefertigte Schinkelleuchte Verwendung.